# Ersephila electa
Ersephila electa är en fjärilsart som beskrevs av William Schaus 1912. Ersephila electa ingår i släktet Ersephila och familjen mätare. Inga underarter finns listade i Catalogue of Life.